# Mălăești, Mureș
Mălăești este un sat în comuna Valea Largă din județul Mureș, Transilvania, România.